# Arquelau de Priene

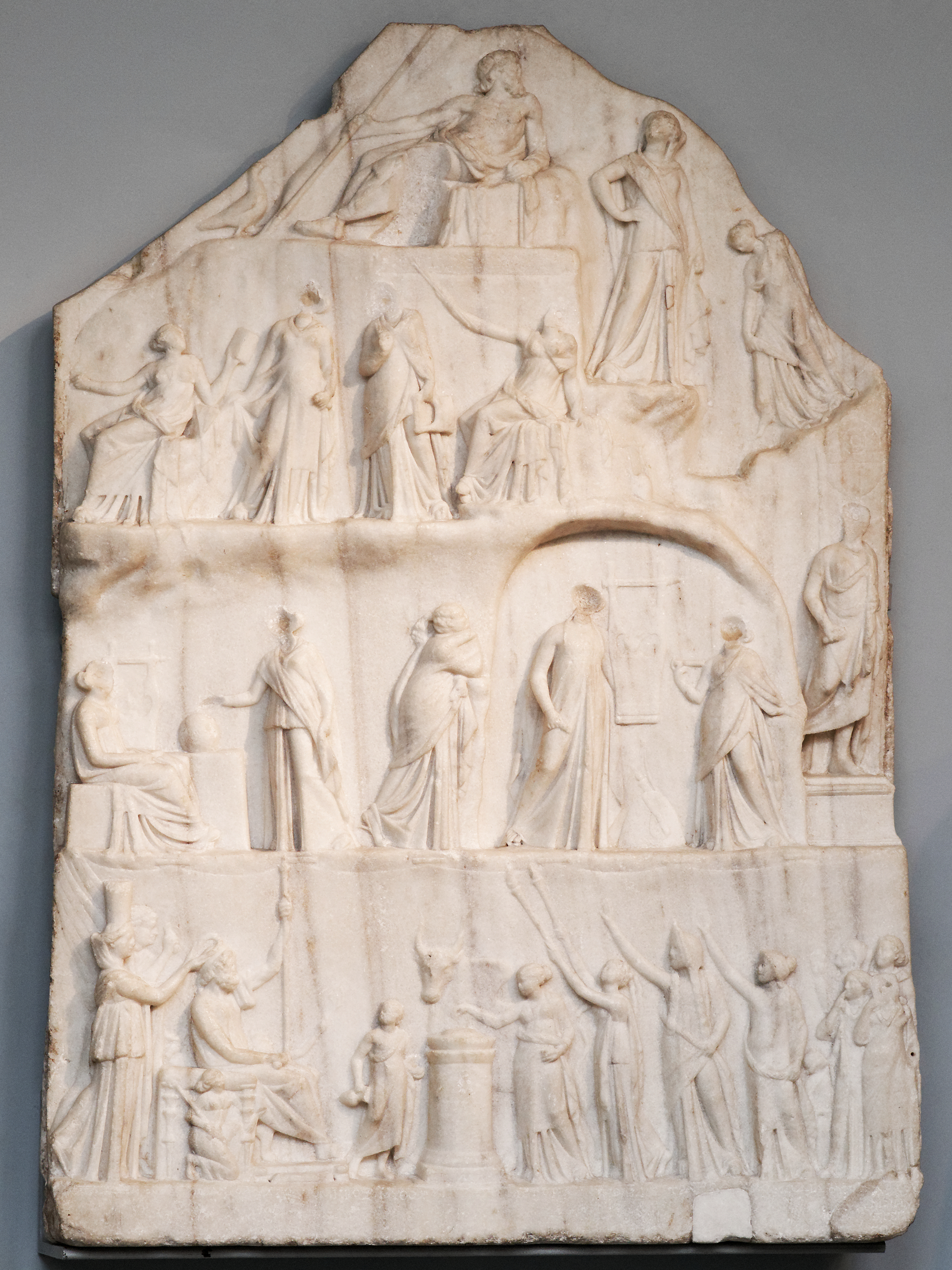
Apoteosi d'Homer BM 2191

Arquelau de Priene (grec antic: Ἀρχέλαος, llatí: Archelaus), fill d'Apol·loni, fou un escultor grec nascut a Priene.
Va esculpir un baix relleu en marbre anomenat l'Apoteosi d'Homer, obra trobada a Bovil·les i que ara es conserva al Museu Britànic. L'obra, segurament feta a Alexandria, està dedicada a Crates de Mal·los.
William Smith diu, per error, que va viure al segle i potser durant el regnat de Claudi, que era un gran admirador d'Homer.